# Ca l'Hereu
Ca l'Hereu és una obra del municipi de Vilobí d'Onyar (Selva). Ca l'Hereu està integrat per dues cases independents però unides per un dels vèrtex. La casa més antiga, orientada a migdia, està formada per un conjunt de cossos, amb teulades a diversos nivells, que corresponen a èpoques diferents. És un edifici que forma part de l'Inventari del Patrimoni Arquitectònic de Catalunya.

## Descripció
La façana principal està formada per dos cossos. Un cos de dues plantes amb vessants a façana, on s'observa un portal quadrangular amb llinda monolítica, una finestra amb espitllera sota l'ampit, i una altra obertura amb impostes, segurament corresponent al segle xvi. Cal remarcar que el ràfec de la teulada presenta dibuixos geomètrics fets amb la tècnica de socarrats. Al costat dret hi ha adossat un cos amb vessant a lateral i cornisa catalana. Té un portal de rajol i finestres al primer pis amb llinda monolítica, una d'elles amb motiu ornamental de fulla de roure i una altra amb la data inscrita de 1762.
Al costat dret, la part inferior del mur mostra la paret de tàpia vista i, al primer pis, hi ha set finestres d'arc de mig punt seguides, fetes pel propietari actual. Al costat esquerre veiem un gran obertura d'arc conopial que no és originària de la casa i ha estat col·locada al segle xx. La part posterior té adossats cossos d'ampliació i una terrassa amb barana de gelosia de rajol.
A l'interior es conserven elements originals i part dels embigats de fusta, tot i que es va substituir el terra de tarima del primer pis per peces de tova. En alguna estança però hi ha revoltons de bigueta de ferro. Un altre element curiós és l'escala de pedra que, en el pis superior, manté la caixa de fusta i la porta, i a la paret es pot veure l'espiera circular d'estrella mostrejada. La teulada ha estat refeta i s'han restaurat els rajols de sota coberta pintats originals amb els mateixos motius geomètrics.

## Història
L'origen d'aquesta casa és anterior al segle xvi i manté l'espai de la cleda on primitivament es tancava el ramat. Hi ha una altra data que certifica una ampliació del graner l'any 1716. L'any 1984 es va refer la teulada i es van netejar i repintar tots els rajols recuperant l'aspecte original.